# Ennio Lorenzini
Ennio Lorenzini (* 1934 in Rom; † 15. März 1982 ebenda) war ein italienischer Dokumentarfilmer.

## Leben
Lorenzini war Mitarbeiter bei zahlreichen Kurzfilmen Gian Vittorio Baldis und begann 1961 eine produktive Karriere als Dokumentarist; dabei bevorzugte er Themen aus der Industrie und arbeitete auch für Fiat. Sein erster Film, der in die Kinos kam, war der weitgehend unbekannte Dokumentarstreifen Les algerins, eine Koproduktion mit Algerien. 1968 entstand ein erster Fernsehfilm mit Spielhandlung, der in experimentellem Stil gehaltene Cronaca di un gruppo. Nach einer weiteren Fernseharbeit 1972 drehte Lorenzini drei Jahre später Quanto è bello lu murire acciso, die Geschichte des Patrioten Carlo Pisacane, in dem er einen analytischen Blick auf das Risorgimento lieferte. Der Film wurde mehrfach ausgezeichnet.
Lorenzini starb bei einem Verkehrsunfall.

## Filmografie (Auswahl)
- 1975: Quanto è bello lu murire acciso